# Apple Motion
Motion ist eine Videosoftware des US-amerikanischen Unternehmens Apple. Sie dient der Erstellung von Animationen für Film, Video, Fernsehen und DVD-Menüs. Das Programm bietet eine Echtzeit-Designumgebung und 3D-Grafikanimationen sowie die Integration in Apples Final Cut Pro, wo z. B. über die Plug-in-Schnittstelle die Texte eines Motion-Projektes geändert werden können.

## Geschichte
Die erste Version des Programms erschien im Sommer 2004. Die Software war Teil von Final Cut Studio, das unter anderem auch die Programme DVD Studio Pro, Final Cut Pro, LiveType und Soundtrack enthielt. Seit Juni 2011 wird Motion als eigenständige Software über die Online-Plattform Mac App Store vermarktet.
Am 23. Juli 2009 stellte Apple Final Cut Studio 3 vor, in dem auch Motion 4 enthalten war.
Am 21. Juni 2011 wurde Final Cut Pro X (Version 10.0) zusammen mit Motion 5 und Compressor 4 veröffentlicht. Seitdem sind die Applikationen nicht mehr über die Softwaresammlung Final Cut Studio erhältlich, sondern können als separate Programme über die Plattform Mac App Store bezogen werden.